# Joseph-Dominique Guay
Pour les articles homonymes, voir Guay.
Joseph-Dominique Guay, né le 14 avril 1866 à Chicoutimi, Québec et mort le 18 septembre 1925 dans la même ville, est un journaliste, un industriel et un homme politique canadien-français.

## Biographie
Né à Chicoutimi le 14 avril 1866, Joseph-Dominique Guay, fils du marchand Johnny Guay est un homme d'affaires et un homme politique canadien-français.
Impliqué dans toutes sortes d’entreprises, Joseph-Dominique Guay fonde, en 1887, le journal Le Progrès du Saguenay, il publie son premier numéro le 18 août 1888. Pendant plus de 20 ans, il sera propriétaire, éditeur et rédacteur. 
Élu maire de Chicoutimi en 1895, initiateur du projet de la C.P.C. (Compagnie de Pulpe de Chicoutimi), il fonde la compagnie le 24 novembre 1896, en s'associant avec quelques amis dont un jeune homme d'affaires, Julien-Édouard-Alfred Dubuc et le nomme directeur-gérant de la C.P.C.. 
Il dote la ville de l'électricité et d'un réseau d’aqueducs, et démissionne de son poste de maire après 7 ans (1902) et retourne à ses affaires (C.P.C., Le Progrès du Saguenay). Il est de retour en 1922 à la mairie. Il décède à Chicoutimi, le 18 septembre 1925.
Le fonds d'archives de Joseph-Dominique Guay est conservé au centre d'archives du Saguenay de Bibliothèque et Archives nationales du Québec.

## Sources
- Gaston Gagnon, Guay, Joseph-Dominique, Dictionnaire Biographique du Canada, http://www.biographi.ca/009004-119.01-f.php?&id_nbr=8175
- Samuel Tremblay, « Joseph-Dominique Guay, le père du Progrès du Saguenay. Le plus influent de son époque », Le Quotidien, 125 ans à raconter l'histoire régionale, 18 août 2012, p. C4.